# Comuna Kõo
Kõo este o comună (vald) din Județul Viljandi, Estonia.
1. ↑  Maakatastri statistika (în estonă), Consiliul Funciar Eston[*], accesat în 12 octombrie 2018